# Relaciones exteriores de Guatemala

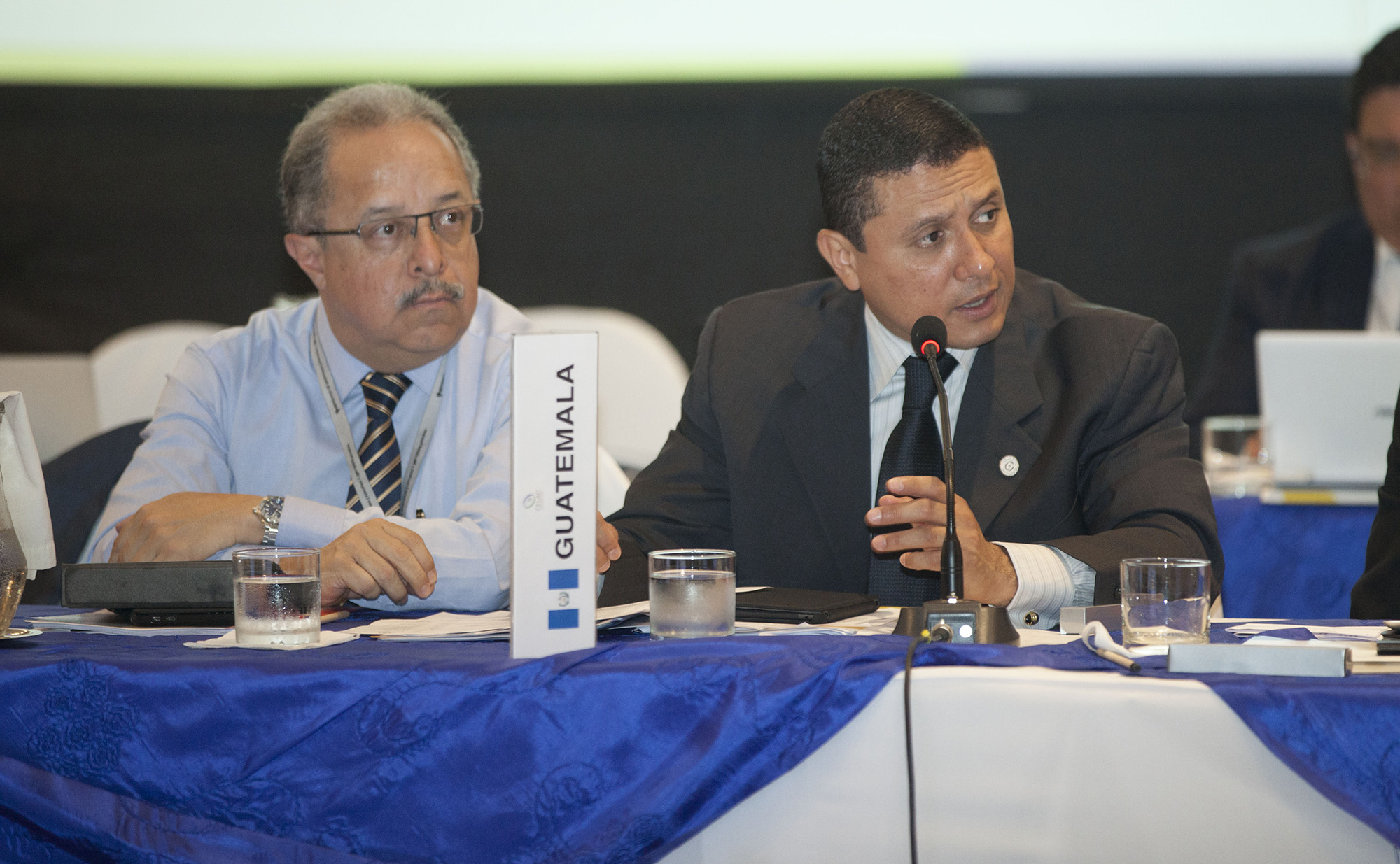
El canciller Ricardo Patiño Aroca comienza la reunión en representación de la presidencia pro tempore de la organización.

Los intereses diplomáticos más importantes para Guatemala son la seguridad regional y, crecientemente, el desarrollo regional y la integración económica. Los Ministros de Comercio de Centroamérica se reúnen regularmente para trabajar en enfoques regionales de asuntos comerciales. En marzo de 1998, Guatemala se unió a sus vecinos de Centroamérica en la firma de un Acuerdo de Marco de Comercio e Inversión {Trade and Investment Framework Agreement} (TIFA). En 2000 se unió a Honduras y El Salvador en la firma de un tratado de libre comercio con México, que tomó efecto en 2001. Guatemala también originó la idea para, y es la sede del Parlamento Centroamericano (PARLACEN).
Guatemala participa en varios grupos regionales, particularmente aquellos relacionados con el ambiente y el comercio. Por ejemplo, el expresidente Clinton de EE. UU. y los presidentes centroamericanos firmaron el tratado CONCAUSA (Conjunto Centroamérica-USA) en la Cumbre de las Américas en diciembre de 1994. CONCAUSA es un plan cooperativo de acción para promover el uso limpio y eficiente de la energía, conservar la biodiversidad regional, reforzar los marcos legales e institucionales y los mecanismos de cumplimiento, y mejorar y armonizar los estándares de protección ambiental.
Guatemala ha reclamado por mucho tiempo una gran porción de Belice. La disputa territorial causó problemas con el Reino Unido y con Belice, después de su independencia del Reino Unido en 1981. En septiembre de 1991, Guatemala reconoció la independencia de Belice y estableció lazos diplomáticos, mientras que reconocía que las fronteras quedaban en disputa. En anticipación a un esfuerzo de ponerle fin a la disputa de la frontera a principios de 1996, el Congreso de Guatemala ratificó dos acuerdos internacionales por mucho tiempo pendientes, que tratan asuntos fronterizos y de derechos marítimos.
A principios de 2000, el Ministro Exterior guatemalteco propuso una resolución de la frontera que transferiría más de la mitad del territorio de Belice a Guatemala. Seguido de una serie de incidentes fronterizos, ambos lados, durante charlas bajo los auspicios de la Organización de los Estados Americanos (OEA) en noviembre de 2000, acordaron medidas para construir confianza para reducir las tensiones. Continuaron esto con un acuerdo de abrir discusiones significativas sobre la disputa.
Guatemala mantiene relaciones oficiales con la Taiwán (conocida como “República de China”) en vez de la República Popular de China.
Disputas - internacionales: el territorio en Belice reclamado por Guatemala; el alineamiento específico de la frontera está en disputa.
Drogas ilícitas: país de tránsito para cargamentos de cocaína, productor menor de amapola de opio y cannabis para el comercio internacional de droga; el programa de erradicación activa en 1996 eliminó efectivamente el cultivo de cannabis; la proximidad con México hace de Guatemala un área importante de tráfico de drogas (cargamentos de cocaína).